# 鐵道情報系統
鐵道情報系統股份有限公司（日语：鉄道情報システム株式会社），簡稱JR系統，是JR集團旗下經營資訊通信服務的公司。總公司設於東京都澀谷區JR東日本的總公司大樓內。主要的資料中心設於東京都國分寺市。商標的代表色為暗紅色。

## 概要
JR系統的前身是1986年（昭和61年）12月9日成立的「鐵道通信會社」（鉄道通信会社）。1987年4月1日，國鐵分割民營化時隨之併入JR集團之內，股東為六家旅客鐵道公司及一家貨物鐵道公司，並且繼續負責JR集團旗下公司的資訊系統開發及維護，與承攬其他公司的資訊系統業務。
JR系統主要負責維運的資訊系統如下：
- MARS系統（日语：マルス (システム)）（マルス，Multi Access seat Reservation System）：旅客列車車票的訂位及販售系統。
- JR-NET：用於連接全日本MARS等資訊系統的光纖網路系統。
- FRENS：JR貨物用來管理貨物資訊的系統。
- 高速巴士網：JR巴士的車票的訂位及販售系統。

## 外部連結
- （日語）鉄道情報システム（JRシステム） （页面存档备份，存于）
- （日語）高速バスネット （页面存档备份，存于）
- （日語）CYBER STATION - JR CYBER STATION
- （日語）マン索ねっと
- （日語）らく通 （页面存档备份，存于）

1. ↑  臺北機廠活化轉型國家鐵道博物館園區實施計畫 （页面存档备份，存于）-文化部國家鐵道博物館
2. ↑  日本東西各地車站 新幹線售票機大當機 （页面存档备份，存于）-民視新聞